# 朱晞颜 (隆兴进士)
朱晞颜（1135年—1200年），字子渊，休宁城北人。
生于南宋绍兴五年（1135年），隆兴二年（1165年）榜进士。庆元中期，歷官广西漕使。官至工部侍郎。庆元六年（1200年）卒。1952年安徽休宁發現有朱晞颜夫妇墓，出土金银器物三十余件。